# Da gelo a gelo
Da gelo a gelo (en español, De un invierno a otro) es una ópera en cien escenas (algunas duran sólo tres minutos) con música de Salvatore Sciarrino y libreto en italiano del propio compositor, basado en un año (1002-3) y 65 poemas del diario de Izumi Shikibu abarcando su relación con el príncipe Atsumishi.
La ópera fue un encargo del Festival de Schwetzingen, el Gran Teatro de Ginebra y la Ópera Nacional de París. Se estrenó en el Schlosstheater de Schwetzingen bajo el título alemán de Kälte el 21 de mayo de 2006. La coreografía para los cantantes, de Trisha Brown, se conservó en la producción parisina de 2007 en el Palais Garnier. La pieza dura 110 minutos.
En las estadísticas de Operabase aparece con dos representaciones en el período 2005-2010.

## Personajes
| Personaje                             | Tesitura     | Reparto del estreno (Director: Tito Ceccherini) |
| ------------------------------------- | ------------ | ----------------------------------------------- |
| Izumi                                 | soprano      | Anna Radziejewska                               |
| El aya del príncipe/Doncella de Izumi | mezzosoprano | Ulrike Mayer                                    |
| Paje de Izumi                         | contraltino  | Felix Uehlein                                   |
| El paje del príncipe                  | contratenor  | Michael Hofmeister                              |
| El príncipe                           | barítono     | Otto Katzameier                                 |